# Русенський Лом (природний парк)
Природний парк Русенський Лом (болг. Природен парк Русенски Лом) — заповідна територія в муніципалітеті Іваново, провінція Русе, північна Болгарія. Парк був створений 26 лютого 1970 року з метою захисту каньйону Русенського Лому, останньої значної правої притоки Дунаю. Парк займає площу 3 408 hectares (13,16 кв. миль).
Територія парку була заселена ще в доісторію. Між 12-м і 14-м століттями, під час Другого Болгарського царства, територія стала привабливою для монахів, і було засновано кілька печерних монастирів. Завдяки цьому він став значним культурним центром. Після того, як Османська імперія завоювала цю територію, вони почали занепадати. Залишки монастирів зараз є частиною висічених церков Іванівського об'єкта всесвітньої спадщини, розташованих на території парку.
Каньйон ізольований, що дозволяє створити природне середовище, яке поєднує риси середземноморської та центральноєвропейської фауни та флори. Значна частина території вкрита лісом.
Природний парк є головною туристичною визначною пам'яткою. Основні види діяльності в парку включають відвідування висічених у скелях церков, рафтинг і відвідування печер.